# بقع الصوف القطني

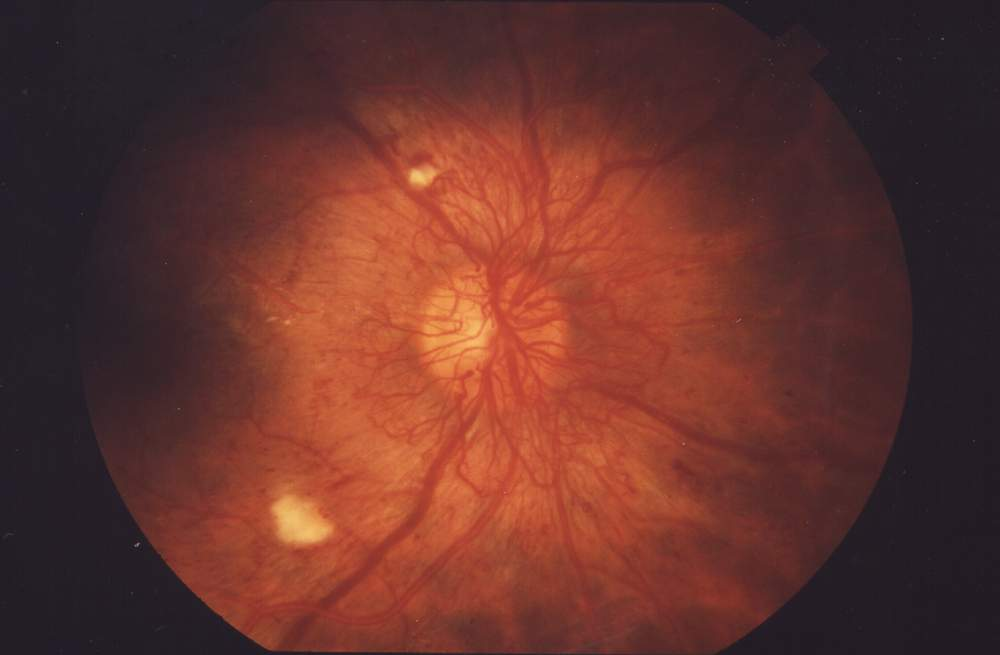
صورة لشبكية العين من خلال تنظير قاع العين تُظهر علامات متقدمة لاعتلال الشبكية السكري مع وجود بقع الصوف القطني.

بقع الصوفي القطني (بالإنجليزية: Cotton wool spots)‏ هي علامة طبية تظهر خلال فحص شبكية العين بالمنظار، وتظهر في شكل بقع بيضاء رقيقة على شبكية العين. تحدث بقع الصوف القطني بسبب تلف في الألياف العصبية، هذا التلف ناتج عن تراكم مواد سيتوبلازم المحور العصبي في طبقة الألياف العصبية، وهذا التراكم سببه انخفاض (نقص) في نقل المحور العصبي بسبب نقص التروية.
يؤدي تراكم مواد سيتوبلازم المحور العصبي إلى تلف الألياف العصبية من خلال وزمة الطبقة السطحية لشبكية العين. وقد خلص تحليل أجري عام 1981 إلى أنه «في معظم الحالات لا تمثل بقع الصوف القطني كل مساحة الشبكية التي تعاني من نقص التروية، ولكنها تعكس فقط عرقلة التدفق المحوري في المحاور المتقاطعة إلى مناطق نقص تروية أكبر بكثير».
قد يصاحب وجود بقع الصوف القطني علامات أخرى مثل احتشاءات وعائية ونزيف بالشبكية. وقد ينخفض ظهور بقع الصوف القطني بمرور الوقت. فيما تظهر بقع الصوف القطني بشكل وفير في مرض ارتفاع ضغط الدم الخبيث.
مرض السكري وارتفاع ضغط الدم هما أكثر الأمراض الشائعة التي تسبب هذه البقع، وأفضل علاج لهذه البقع هو علاج المرض الأساسي. في مرض السكري تعتبر بقع الصوف القطي واحدة من السمات المميزة لاعتلال الشبكية السكري.
انسداد الوريد الشبكي المركزي هو حالة أخرى يمكن أن تظهر فيها بقع الصوف القطني.